# 国鉄タキ50形貨車
国鉄タキ50形貨車（こくてつタキ50がたかしゃ）は、かつて鉄道省、日本国有鉄道（国鉄）に在籍した私有貨車（タンク車）である。
本形式より改造され別形式となったタキ600形についても本項目で解説する。

## タキ50形
タキ50形は、揮発油（ガソリン）類専用の30t 積タンク車として1929年（昭和4年）12月11日から1947年（昭和22年）2月にかけて37両（タキ50 - タキ76、タキ88 - タキ97）が日本車輌製造、新潟鐵工所、帝國車輛工業の3社にて製作された。この際何故かタキ77 - タキ87は空番であった。
タキ50形の内20両（タキ50 - タキ69）が1942年（昭和17年）10月23日に専用種別変更（揮発油（ガソリン）→アルコール）が行われ、形式は新形式であるタキ600形（後述）とされた。
1979年（昭和54年）10月より化成品分類番号「燃32」（燃焼性の物質、引火性液体、危険性度合1（大））が標記された。
車体色は黒色、寸法関係は全長は12,070mm、全幅は2,600mm、全高は3,885mm、台車中心間距離は7,970mm、実容積は38.2m3、自重は20.7t、換算両数は積車5.5、空車2.4であり、台車はアーチバー式のTR20である。
1981年（昭和56年）3月25日に最後まで在籍した1両（タキ90）が廃車となり、同時に形式消滅となった。

## タキ600形
タキ600形は、前述のように1942年（昭和17年）10月23日にタキ50形より改造され、20両（タキ600 - タキ619）がアルコール専用の30t 積タンク車として落成した。
落成時の所有者はアルコール輸送（現在の内外輸送）でありその常備駅は高鍋駅、出水駅の2箇所に分散配置された。戦後の一時期は連合軍専用貨車に指定され、その軍番号は9016-9035であった。
戦後再度専用種別変更（アルコール→ガソリン）が行われたが、形式名は戻ることなく運用された。
車体色は黒色、寸法関係は全長は14,950mm、台車中心間距離は9,700mm、実容積は38.2m3 - 42.0m3、自重は20.9t-25.2t、換算両数は積車5.5、空車2.4であり、台車はアーチバー式のTR20である。
1977年（昭和52年）頃最後まで在籍した1両（タキ603）が廃車となり、同時に形式消滅となった。